# Superliga Brasileira de Voleibol Masculino
A Superliga Brasileira de Voleibol Masculino (Superliga Bet7k por razões de patrocínio) é a principal divisão do voleibol masculino no Brasil. A denominação "Série A" passou a ser utilizada a partir da temporada 2011/2012, na qual foi criada a Série B. Todos os campeões anteriores da Superliga são reconhecidos como campeões brasileiros de voleibol, assim como todos os campeões da Série A desta temporada em diante.
O torneio é organizado anualmente pela Confederação Brasileira de Voleibol (CBV) e dá acesso ao seu campeão ao Campeonato Sul-Americano de Clubes. Os dois últimos colocados são rebaixados à Série B na temporada seguinte.
Os direitos de transmissão da Superliga no Brasil pertencem a Rede Globo em parceria com a TV Cultura em TV aberta e ao SporTV em TV fechada.

## História

### Antecessores
Até a década de 1960, as competições de voleibol no Brasil só ocorriam em nível estadual, sem nenhuma competição nacional oficial. Em 1962 e 1963 disputou-se a Taça Guarani de Clubes Campeões vencidas pelo Grêmio Náutico União do Rio Grande do Sul e pelo Minas Tênis Clube de Minas Gerais, respectivamente. Em 1964 disputou-se a única edição do Campeonato Brasileiro de Clubes Campeões, vencido novamente pela equipes do Minas Tênis Clube. De 1968 a 1975 (com exceção de 1970) disputou-se a Taça Brasil. O Botafogo do Rio de Janeiro foi o grande vencedor, conquistando as edições de 1971, 1972 e 1975. Seu grande rival da época, o Paulistano, venceu as edições de 1973 e 1974. Santos (1968) e Randi (1969) venceram as outras edições.

### Era profissional
Em 1976 surge o Campeonato Brasileiro de Clubes, competição que previamente seria disputada a cada dois anos, de 1976 a 1980, começou a ser disputada anualmente a partir de 1981 contando somente com equipes profissionais. O primeiro vencedor da era profissional foi o Atlântica Boavista do Rio de Janeiro, equipe que se consolidou como uma das maiores forças do voleibol brasileiro na década de 1980.
Na temporada 1988–89 o campeonato passa a ocorrer entre o segundo semestre de um ano e o primeiro do outro, adaptando-se assim às principais competições mundiais, surgindo a Liga Nacional. A Superliga foi disputada pela primeira vez na temporada 1994–95, com o fim da Liga Nacional. O número de participantes varia a cada ano. Desde a temporada 2011–12 o torneio passou a contar com duas divisões – Série A e Série B.

## Série A
A Série A é a principal divisão do torneio nacional. Uma das características históricas da Superliga Masculina foi a falta de uma padronização no sistema de disputa, que mudava a cada ano, assim como as regras e o número de participantes. Desde a temporada 2009–10 a forma de disputa tem sido com uma fase classificatória em pontos corridos, turno e returno, quartas de final definidas em série melhor-de-três, semifinais em melhor-de-três e final em jogo único.

### Equipes participantes
Participantes da Superliga Brasileira de Voleibol Masculino na edição de 2024–25.
| Escudo | Equipe                  | Cidade              | Ginásio                 | Cap.   | Temporada 2023–24 |
| ------ | ----------------------- | ------------------- | ----------------------- | ------ | ----------------- |
|        | APAN/Roll-on            | Blumenau            | Ginásio Galegão         | 3 000  | 10º (A)           |
|        | Itambé/Minas            | Belo Horizonte      | Arena UniBH             | 3 650  | 7º (A)            |
|        | Joinville Vôlei         | Joinville           | Centreventos Cau Hansen | 4 000  | 4º (A)            |
|        | Neurologia Ativa        | Goiânia             | Ginásio Rio Vermelho    | 5 000  | Vice-campeão (B)  |
|        | Praia Clube             | Uberlândia          | Arena do Praia          | 2 200  | 8º (A)            |
|        | Sada Cruzeiro Vôlei     | Contagem            | Ginásio do Riacho       | 2 000  | 5º (A)            |
|        | Saneago Goiás Vôlei     | Goiânia             | Goiânia Arena           | 11 000 | Campeão (B)       |
|        | Sesi-Bauru              | Bauru               | Arena Paulo Skaf        | 5 000  | Campeão (A)       |
|        | Viapol Vôlei São José   | São José dos Campos | Farma Conde Arena       | 5 000  | 6º (A)            |
|        | Suzano Vôlei            | Suzano              | Arena Suzano            | 4 000  | 9º (A)            |
|        | Vedacit/Vôlei Guarulhos | Guarulhos           | Ginásio Ponte Grande    | 3 000  | 3º (A)            |
|        | Vôlei Renata/Campinas   | Campinas            | Ginásio do Taquaral     | 2 600  | Vice-Campeão (A)  |

## Campeões nacionais
O campeonato nacional de voleibol masculino no Brasil foi fundado em 1976, substituindo a antiga Taça Brasil. O campeonato teve seu nome alterado duas vezes até se estabelecer como a Superliga, na temporada 1994-95. Dessa forma, é considerado como campeão da atual Série A o clube o qual foi campeão a partir da edição de 1976.

## Títulos

### Por clube
| Equipe                 | Campeão | Vice-campeão | Terceiro lugar |
| ---------------------- | ------- | ------------ | -------------- |
| Sada Cruzeiro          | 9       | 2            | 2              |
| Minas Tênis Clube      | 8       | 8            | 2              |
| Vôlei Renata           | 5       | 5            | 6              |
| ADC Pirelli            | 4       | 5            | 0              |
| Cimed                  | 4       | 1            | 0              |
| Botafogo               | 4       | 0            | 0              |
| União Suzano           | 3       | 3            | 1              |
| Ulbra                  | 3       | 2            | 1              |
| Paulistano             | 3       | 1            | 0              |
| SESI-SP                | 2       | 4            | 3              |
| Vôlei Taubaté          | 2       | 1            | 2              |
| ADC Bradesco Atlântica | 1       | 5            | 0              |
| Unisul                 | 1       | 2            | 1              |
| Olympikus              | 1       | 0            | 1              |
| SG Novo Hamburgo       | 1       | 0            | 1              |
| Grêmio Náutico União   | 1       | 0            | 0              |
| Santos                 | 1       | 0            | 0              |
| Randi                  | 1       | 0            | 0              |
| AD RJX                 | 1       | 0            | 0              |
| AA Frangosul           | 0       | 1            | 1              |
| Olympikus              | 0       | 1            | 1              |
| Vôlei Futuro           | 0       | 1            | 1              |
| Palmeiras              | 0       | 1            | 1              |
| Fluminense             | 0       | 1            | 1              |
| Flamengo               | 0       | 1            | 0              |
| FUNADEM Montes Claros  | 0       | 1            | 0              |
| Pinheiros              | 0       | 0            | 1              |
| Náutico Araraquara     | 0       | 0            | 1              |
| On Line                | 0       | 0            | 1              |
| Sesc RJ                | 0       | 0            | 1              |
| Vôlei Guarulhos        | 0       | 0            | 1              |
| Praia Clube            | 0       | 0            | 1              |

### Por estado
| Estado             | Campeão | Vice-campeão | Terceiro lugar |
| ------------------ | ------- | ------------ | -------------- |
| São Paulo          | 22      | 24           | 27             |
| Minas Gerais       | 17      | 12           | 7              |
| Rio de Janeiro     | 5       | 7            | 4              |
| Rio Grande do Sul  | 5       | 3            | 4              |
| Santa Catarina     | 5       | 3            | 3              |
| Mato Grosso do Sul | 0       | 0            | 1              |

## MVPspor edição
- 1994–95 – BRA Giovane Gávio[14]
- 1995–96 – BRA Carlão[14]
- 1996–97 – Não houve atleta premiado
- 1997–98 – BRA Gilson Bernardo[14]
- 1998–99 – BRA Nalbert Bitencourt[14]
- 1999–00 – BRA Kid[14]
- 2000–01 – BRA Maurício Lima[14]
- 2001–02 – BRA Maurício Lima[14]
- 2002-14 – Não houve premiações
- 2014–15 – CUB Yoandy Leal
- 2015–16 – BRA Yoandy Leal
- 2016–17 – BRA Evandro Guerra
- 2017–18 – BRA Yoandy Leal
- 2018–19 – BRA Ricardo Lucarelli
- 2019–20 – Temporada interrompida devido à pandemia de COVID-19.
- 2020–21 – BRA Maurício Borges
- 2021–22 – CUB Miguel Ángel López
- 2022–23 – CUB Miguel Ángel López
- 2023–24 – BRA Darlan Souza
- 2024–25 – BRA Lucas Saatkamp